# ثارون باسكر
ثارون باسكر داسيام من مواليد 5 نوفمبر 1988 وهو مخرج سينمائي هندي وكاتب وممثل ومقدم تلفزيوني يعمل في السينما التيلجو . أخرج الفيلم الكوميدي الرومانسي الذي نال استحسان النقاد بيلي تشوبولو والذي فاز بجائزة الفيلم الوطني لأفضل فيلم روائي طويل في التيلجو وأفضل سيناريو - حوارات .  وظهر لأول مرة في دور قيادي مع Meeku Maathrame Cheptha (2019).
بدأ بهاسكر حياته المهنية بأفلام قصيرة مثل انكوكيندا و سينما. تم عرض فيلم انكوكيندا في مهرجان كان السينمائي . 